# خانقاه و آرامگاه سلطان محمودشاه
مجموعه سلطان محمود بندرآباد یکی از آثار تاریخی مذهبی شهرستان صدوق می‌باشد که متعلق به قرن هفتم هجری قمری و به شماره ۷۶۹ در فهرست آثار ملی کشور به ثبت رسیده‌است.

## ساختمان و بنا
ساختمان این بنا در حدود ۱۰هزار مترمربع زیر بنا دارد و شامل مسجد ذوقبلتین، حسینیه، خانقاه، آب‌انبار، مکتب خانه، نانوایی، حمام، برج‌های حفاظتی و مقبره که مدفن عده‌ای از مشایخ سلسله «دادایی» است می‌باشد.

## نقوش و کاشیکاری
سنگ‌های قبور این مجموعه به لحاظ هنر طراحی، خوشنویسی و حجاری دارای ارزش فراوانی هستند.
در مسجد جامع این مجموعه منبری از کاشی معرّق با نقوش گره اسلیمی و خط ثلث وجود دارد که ازنظر هنری در هیچ جای استان یزد نمی‌توان دید.

## شگفتی‌ها
یکی از مهمترین و عجیب‌ترین قسمت‌های این مجموعه تونلی است که این خانقاه را از زیرزمین به مسجد شاه ولی در شهرستان تفت متصل می‌سازد.
ازدیگر شگفتی‌های این مکان شکل ظاهری مجموعه‌است به طوری که اگر از بالا به این ساختمان نگاه کنیم شکل کلمه لا اله الا الله رامی سازد.
این مجموعه که به مرور زمان در زیر ریگ‌های روان کویری مدفون شده بود به همت سازمان میراث فرهنگی از زیرخاک بیرون آورده شد.